# Tony Nader
Tony Nader, születési nevén Tanios Abou Nader, arabul: طوني أبو ناضر, libanoni születésű idegtudós, orvos-kutató, a transzcendentális meditáció nemzetközi szervezetének vezetője.

## Élete
A bejrúti amerikai egyetemen (American University of Beirut) szerzett orvosi diplomát, majd az amerikai Massachusetts Institute of Technology hallgatójaként szerzett PhD-fokozatot idegtudomány szakterületen.
A Harvard Medical School oktató kórházában dolgozott kutató munkatársként, majd együtt dolgozott Deepak Choprával a massachusettsi Maharishi Ayurveda Egészségügyi Központban. 1994-ben jelent meg első könyve, Az emberi fiziológia: a Védák és a védikus irodalom kifejeződése.
Maharisi Mahes jógi, a transzcendentális meditáció alapítójának halála után 2008 óta a transzcendentális meditáció nemzetközi szervezetének vezetője, és ebben a minőségben világszerte több mint 100 országban irányítja a TM szervezet tevékenységét.
Nader második könyve, a Rámájana az Emberi Fiziológiában 2011-ben jelent meg. 2015-ben megalapította a Matematika és Tudatosság Nemzetközi Folyóiratát (International Journal of Mathematics and Consciousness), amelynek azóta is főszerkesztője.